# Онисим Овчар
Онисим Овчар — день народного календаря у славян, день памяти святого Онисима в Православной церкви, приходящийся на 15 (28) февраля. Название дня происходит от имени святого Онисима. Считалось, что в этот день зима становится «безрогой» (первый рог сшиб Власий, см. Власьев день).

## Другие названия
рус. Онисим Овчарник, Онисим Овчар, Овчарницы, Зимобор, Окличка, Семенное, Зорнить пряжу; бел. Анісім, Ефрасіння, Яўсей; укр. Онисима-вівчара.

## Славянские обряды
В этот день перед Виленской иконой Божией Матери молятся при разных недугах, жизненных невзгодах и тяжёлых обстоятельствах.
Зима с весной начинают борьбу: «Кому идти вперед, а кому вспять повернуть».
В это время овцы ягнятся, и для плодородия овец на Овчара «окликали звёзды». Вечером, по приглашению хозяина овец, выходил пастух-овчар за околицу; клали они оба по три низких поклона на все четыре стороны света. Пастух, истово помолившись святому Власию — «пастырю стад небесных и защитнику земных», у околицы становился на руно (овечью шерсть) и произносил особую «окличку». «Засветись, звезда ясная, по поднебесью на радость миру крещёному! Загорись огнём негасимым на утеху православным! Ты заглянь, звезда ясная, на двор к рабу (имярек). Ты освяти, звезда ясная, огнём негасимым белоярых овец у раба (имя). Как по поднебесью звёздам несть числа, так у раба (имя) уродилось бы овец болей того!». Вслед за этим, хозяин, приглашавший пастуха на окличку, вёл его в избу, угощал чем Бог послал, подносил вина, наделял — чём ни на есть, чтобы тому не с пустыми руками за порог уйти.
На Онисима собирали в амбарах разные семена и выставляли их на мороз на три дня. Этот обычай называется «семенное». Считалось, что такие закалённые семена будут лучше переносить весенние заморозки и дадут обильные всходы.
В Рязанской, Тульской и некоторых других губерниях именно в этот день «зарнили» пряжу, то есть выставляли её на утренний мороз.
Отправляясь в дальний путь, в этот день белорусские крестьяне брали с собой немного земли у своего дома, при этом приговаривая: «Отчий дом, отчая земля, оберегите и сохраните раба Божьего (имя) в путях-дорогах».

## Поговорки и приметы
- На Онисима-овчарника зима становится безрогой (теряет свою силу)[12].
- Овчары окликают звёзды, чтобы овцы ягнились[13][14].
- В этот день зима с весной борется: кому идти вперед, а кому прочь убираться[15].
- Большая прибавка воды в прорубях на Онисима-овчара предвещает хороший сенокос[16].
- На Онисима зарнят пряжу: выставляют лучший моток на утреннюю зорьку, и от этого пряжа будет бела, чиста и крепка (рязан., тульск.)[13].